# Eurytenes abnormis
Eurytenes abnormis är en stekelart som först beskrevs av Wesmael 1835.  Eurytenes abnormis ingår i släktet Eurytenes och familjen bracksteklar. Inga underarter finns listade i Catalogue of Life.